# Анігіляція (фільм)
«Анігіляція» (англ. Annihilation) — британсько-американський фантастичний трилер 2018 року режисера і сценариста Алекса Ґарленда. Стрічка розповідає про експедицію в аномальну «Зону Х» і базується на однойменному романі Джеффа Вандермеєра. У головних ролях Наталі Портман, Дженніфер Джейсон Лі, Джина Родрігес.
Фільм вийшов в обмежений прокат в США 23 лютого 2018 року. В Україні стрічку збиралася випустити у широкий кінопрокат дистриб'ютор B&H 22 лютого 2018, але пізніше прокатник без пояснення зняв стрічку зі свого репертуарного плану. Згодом стало відомо, що український прокат стрічки (як і прокат в усіх інших країнах окрім США, Канади та Китаю) було скасовано через те, що міжнародні права на фільм для всіх країн (окрім вищезгаданих 3-ох) викупив сервіс Netflix.

## Сюжет
Біолога Ліну допитують у стерильному приміщенні після того, як вона єдина повернулася з аномальної зони на узбережжі США. Метою її групи було дослідити феномен «Мерехтіння», що з'явився після падіння метеорита і поступово поширюється навколо, загадковим чином змінюючи все живе.
Дія переноситься в минуле, коли Ліна читала в університеті лекції про рак. Несподівано її чоловік Кейн, військовослужбовець Сил спеціального призначення Армії США, повертається додому після року відсутності. Він не може пригадати чим займався останній рік і як опинився вдома. Відомо лише, що він єдиний повернувся з експедиції, що досліджувала «Мерехтіння». Стан Кейна швидко погіршується, Ліна викликає швидку допомогу, та дорогою її зупинять озброєні люди та силоміць забирають Ліну і Кейна в таємну установу. Ліну відвідує психолог Вентресс, яка розповідає, що 3 роки тому на маяк в національному парку «Блеквотер» впав метеорит. Навколо стало поширюватись «Мерехтіння» — веселкове сяйво, ввійшовши в яке, ніщо не повертається. Кейна кладуть в реанімацію, а до аномальної зони споряджають нову експедицію. Крім Ліни і Вентресс, туди входять фізик Джозі, геодезист Касс і антрополог Аня.
Команда прямує до зони через болото і входить в «Мерехтіння». За якийсь час жінки прокидаються в таборі в лісі та розуміють, що не пам'ятають останніх кількох днів. Проте судячи з запасів провіанту та спорядження, вони цілеспрямовано ішли вглиб лісу, їли та зупинялись на відпочинок. В аномальній зоні не діє жодний зв'язок і компас, хоча електроніка справна. Касс вирішує йти на південь, щоб вийти до океану. Дорогою їм зустрічається місце, вкрите різними квітами, що, однак належать одній рослині. На Джозі нападає величезний алігатор, якого вдається застрелити. Ліна бачить, що це мутант з кількома рядами зубів. Далі зустрічається все більше мутованих істот, частини тіла і форми яких багаторазово повторюються.
Експедиція досягає покинутої військової бази, де знаходиться відеокамера з посланням від попередньої експедиції, куди входив Кейн. На записі Кейн розрізає живіт солдата — його нутрощі рухаються, подібно до червів. Антрополог, однак, вважає це оманою зору, а попередню групу збожеволілою. Невдовзі вдається знайти цей труп, з якого виріс килим лишайників. Вночі на базу нападає ведмідь-мутант, який хапає Касс і тягне її в темряву.
Зранку Ліна знаходить тіло Касс із розірваним горлом. Група просувається до селища, де рослини набувають людиноподібних форм. Джозі припускає, що «Мерехтіння» заломлює як світло і радіохвилі, так і ДНК. З цього стає зрозуміло, що і їхні тіла зазнають змін. Аня вважає, що Ліна вбила Касс і зауважує як лінії на її пальцях самі собою рухаються. Вона роззброює інших членів експедиції зв'язує їх, боячись, що це вже не люди. Несподівано лунає голос Касс, але це виявляється ведмідь, що імітує її голос. Звір убиває Аню, але Джозі вдається звільнитися і вона застрелює мутанта.
Вентресс відділяється від групи, прямуючи до маяка, звідки поширюється «Мерехтіння». Джозі губиться в заростях квітів і сама перетворюється на квіткову скульптуру. Після цього Ліна вирушає за Вентресс і виходить до узбережжя, зарослого кристалічними деревами та всіяного людськими кістками учасників попередніх експедицій. Всередині маяка вона виявляє останки Кейна, з чого розуміє, що додому повернувся не він, а двійник. Поряд на відеокамері Ліна бачить запис як він здійснив самогубство, оскільки вважає, що мутував і більше не є людиною. Ліна вирішує спуститися в тунель, пробитий метеоритом, де знаходить Вентресс, яка стверджує, що в ній тепер оселилося щось цілком відмінне від людей і розбиратиме тіла й розуми, поки не «анігілює» все. Тіло Вентресс розпадається на сяйливі частинки, які формують фрактал, а потім, поглинувши краплину крові Ліни, — перетворюється на клітину, що ділиться, як ракова клітина, і утворює безликого гуманоїда з веселковим відблиском. Ліна намагається втекти, але істота повторює всі її рухи і набуває її подоби. Тоді Ліна знаходить серед речей Кейна гранату та змушує істоту взяти її та підірватися. «Мерехтіння» навколо маяка зникає, а істоти, змінені його впливом, розпадаються на сяйливі частинки.
Вчені, котрі допитують Ліну намагаються з'ясувати що, на її думку, це була за сила. Ліна вважає, що «Мерехтіння» створювало щось нове, та не впевнена чи воно було розумним. Їй повідомляють, що після зникнення «Мерехтіння» Кейн видужав. Ліна запитує у двійника чи він Кейн, на що той відповідає, що не впевнений. Він ставить те ж питання Ліні, але Ліна не відповідає. Коли Ліна і Кейн обіймаються, їхні очі злегка мерехтять.

## У ролях
| Актор                | Ім'я персонажа | Роль                            |
| -------------------- | -------------- | ------------------------------- |
| Наталі Портман       | Ліна           | клітинний біолог                |
| Дженніфер Джейсон Лі | Вентресс       | психолог                        |
| Джина Родрігес       | Аня            | антрополог                      |
| Тесса Томпсон        | Джозі          | фізик                           |
| Тува Новотні         | Касс           | геодезист                       |
| Оскар Айзек          | Кейн           | чоловік Ліни                    |
| Бенедикт Вонґ        | Ломакс         | вчений, що допитує Ліну         |
| Соноя Мідзуно        | Кеті           | студентка Ліни                  |
| Девід Гьясі          | Даніель        | колега Ліни                     |
| Космо Джарвіс        | —              | солдат спеціального призначення |

## Створення фільму

### Знімальна група
- Кінорежисер — Алекс Ґарленд
- Сценарист — Алекс Ґарленд
- Кінопродюсери — Ендрю Макдональд і Аллон Райх
- Виконавчі продюсери — Джо Берн, Елі Буш, Девід Еллісон, Дана Голдберг, Дон Грейнджер і Скотт Рудін
- Композитор — Джефф Барроу, Бен Солісбері
- Кінооператор — Роб Гарді
- Кіномонтаж — Барні Піллінг
- Підбір акторів — Франсін Майллер
- Художник-постановник — Марк Дігбі
- Артдиректори — Гарет Кузінс, Лорен Досс, Саймон Елслі, Елейн Кусмишко, Деніс Шнегг
- Художник по костюмах — Семмі Шелдон[6].

## Сприйняття

### Оцінки та критика
Від кінокритиків фільм отримав схвальні відгуки: Rotten Tomatoes дав оцінку 86 % на основі 133 відгуків від критиків (середня оцінка 7,6/10). Загалом на сайті фільм має схвальні оцінки, фільму зарахований «стиглий помідор» від фахівців, Metacritic — 80/100 на основі 46 відгуків. Загалом на цьому ресурсі від фахівців фільм отримав схвальні відгуки.
Від пересічних глядачів фільм отримав схвальні оцінки: на Rotten Tomatoes 65 % зі середньою оцінкою 3,5/5 (3 819 голосів), фільму зарахований «попкорн», на Metacritic — 7,5/10 на основі 90 голосів, Internet Movie Database — 8,0/10 (6 095 голосів).
Сайтом Nerdist зауважувалися численні паралелі фільму з повістю Говарда Лавкрафта «Барва з позамежжя світу». Багато критиків розцінили «Мерехтіння» як метафору раку, надмірного «повторення» частин здорового організму, тема якого проходить крізь увесь фільм. Друга провідна тема — це саморуйнування, що може бути спрямоване як на шкоду, так і користь, адже лікування раку — це знищення частинки власного тіла, що безповоротно змінює людину.
Оглядач сайту mrpl.city Іван Синєпалов розташував стрічку на 5 місці у переліку найкращих фільмів, що мали вийти в український прокат у 2018 році. Він зауважив, що вона «дуже нагадує „Соляріс“ Тарковського і темпом, і атмосферою. І, звісно ж, фіналом, який доведеться обдумувати ще довгенько після титрів».
На сайті Pop Matters проводилися паралелі «Анігіляції» зі «Сталкером» Тарковського. Так, події обох фільмів відбуваються в зоні, утвореній падінням метеорита. Також фільм порівнювася з відеоіграми S.T.A.L.K.E.R. та Metro 2033, в яких інтерпретується ідея про ноосферу як злиття розуму та матерії, в якому розум безпосередньо впливає на світ.

### Виноски
1. ↑  Person Profile // Annihilation (2018): Technical Specifications — 1990.
2. 1 2  Annihilation: Release Info (англійською) . Internet Movie Database. Архів оригіналу за 19 лютого 2018. Процитовано 1 жовтня 2017.
3. 1 2 3  Box Office Mojo — 1999.
4. ↑  Анігіляція. Kino-teatr.ua. Архів оригіналу за 11 лютого 2018. Процитовано 1 жовтня 2017.
5. ↑  17 днів на Аніґіляцію [Архівовано 10 лютого 2018 у Wayback Machine.] — kino-teatr.ua/uk/, 6 грудня 2017
6. ↑  Annihilation: Full Cast & Crew (англійською) . Internet Movie Database. Архів оригіналу за 2 квітня 2018. Процитовано 1 жовтня 2017.
7. 1 2  Annihilation (англійською) . Rotten Tomatoes. Архів оригіналу за 2 березня 2018. Процитовано 26 лютого 2018.
8. 1 2  Annihilation (англійською) . Metacritic. Архів оригіналу за 24 вересня 2019. Процитовано 26 лютого 2018.
9. ↑  Annihilation (англійською) . Internet Movie Database. Архів оригіналу за 25 лютого 2018. Процитовано 26 лютого 2018.
10. ↑  ANNIHILATION Is the Peak of Cosmic Horror. Nerdist. Архів оригіналу за 6 липня 2019. Процитовано 6 липня 2019.
11. ↑  Goldberg, Matt (4 січня 2019). 'Annihilation' Explained: Unpacking Alex Garland's Brilliant, Trippy Sci-Fi Horror Film. Collider (амер.). Архів оригіналу за 6 липня 2019. Процитовано 6 липня 2019.
12. ↑  S, Vanessa (3 квітня 2018). Annihilation and Cancer, as Told by a Cancer Survivor. Medium (англ.). Архів оригіналу за 6 липня 2019. Процитовано 6 липня 2019.
13. ↑  Іван Синєпалов (3 січня 2019). Топ-12 найкращих фільмів 2018 року, рекомендованих для перегляду маріупольців. mrpl.city. Архів оригіналу за 19 серпня 2019. Процитовано 27 травня 2019.
14. ↑  Lindstrom, Alex. Fear and Loathing in the Zone: ‘Annihilation’s’ Dreamy ‘Death Drive’, PopMatters. PopMatters (амер.). Архів оригіналу за 19 липня 2021. Процитовано 19 липня 2021.